# Johan Casimir Ehrnrooth
Johan Casimir Ehrnrooth, finski general, * 1833, † 1913.